# Sebastian Skube

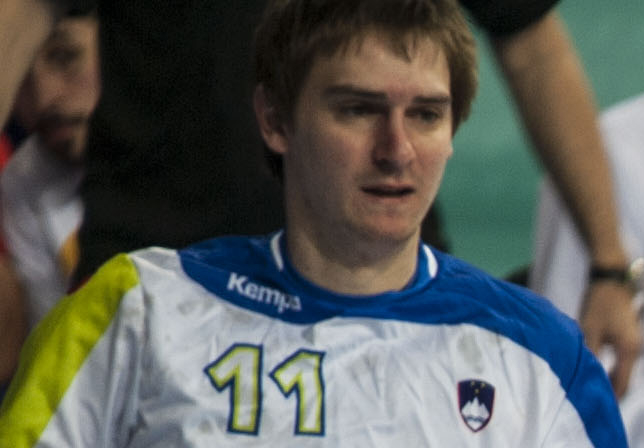
Sebastian Skube (2013)

Sebastian Skube (* 3. April 1987 in Novo mesto, SR Slowenien, SFR Jugoslawien) ist ein slowenischer Handballspieler.
Der 1,89 Meter große und 84 Kilogramm schwere mittlere Rückraumspieler stand ab 2012 bei RK Celje unter Vertrag und gewann 2013 und 2014 den slowenischen Pokal sowie 2014 die Meisterschaft. Zuvor spielte er zwei Jahre für RK Koper, mit dem er 2011 Slowenischer Meister und Pokalsieger wurde. Mit RK Trimo Trebnje spielte er im EHF-Pokal (2006/07, 2009/10) und im Europapokal der Pokalsieger (2007/08, 2008/09). Zur Saison 2014/15 sollte er zum belarussischen Klub HC Dinamo Minsk wechseln, der sich allerdings im Februar 2014 aus allen Wettbewerben zurückzog und dessen Fortbestehen fraglich war. Ab der Saison 2014/15 lief er für den dänischen Erstligisten Bjerringbro-Silkeborg auf. Mit Bjerringbro-Silkeborg gewann er 2016 die Meisterschaft. Im Sommer 2021 wechselte er zum französischen Erstligisten Chambéry Savoie HB. Seit der Saison 2025/26 steht er beim französischen Erstligisten C’ Chartres Métropole handball unter Vertrag.
Sebastian Skube warf in 129 Länderspielen für die slowenische Nationalmannschaft 281 Tore. Er stand im Aufgebot für die Europameisterschaft 2010, die Europameisterschaft 2012 und die Weltmeisterschaft 2013.
Sein jüngerer Bruder Staš ist ebenfalls Handballnationalspieler.